# ماریو البورتا
ماریو البورتا (انگلیسی: Mario Alborta؛ ۱۹ سپتامبر ۱۹۱۰ – ۱ ژانویهٔ ۱۹۷۶) یک بازیکن فوتبال اهل بولیوی بود.
وی همچنین در تیم ملی فوتبال بولیوی بازی کرده‌است.